# Sant'Arsenio
Sant'Arsenio (SA) là một đô thị (comune) thuộc tỉnh Salerno trong vùng Campania của Ý. Sant'Arsenio (SA) có diện tích 20 km2, dân số là 2714 người (thời điểm 2006). Đô thị này cách 180 km về phía đông nam Napoli và 76 km về phía đông nam Salerno.
Sant'Arsenio giáp các đô thị sau: Atena Lucana (SA), Corleto Monforte (SA), Polla (SA), San Pietro al Tanagro (SA), San Rufo (SA), Teggiano (SA).